# Myrmeleon taiwanensis
Myrmeleon taiwanensis är en insektsart som beskrevs av Miller och Stange in Miller et al. 1999. Myrmeleon taiwanensis ingår i släktet Myrmeleon och familjen myrlejonsländor. Inga underarter finns listade i Catalogue of Life.